# Design for Death
Design for Death è un documentario del 1947 diretto da Richard Fleischer vincitore del premio Oscar al miglior documentario.